# Royal Air
Royal Air es una aerolínea chárter con base en Cotonú, Benín. Su base de operaciones es el aeropuerto Cadjehoun.

## Flota
La flota Royal Air incluye las siguientes aeronaves (a 1 de julio de 2011):
- 1 Boeing 727-100